# Mary Pickford

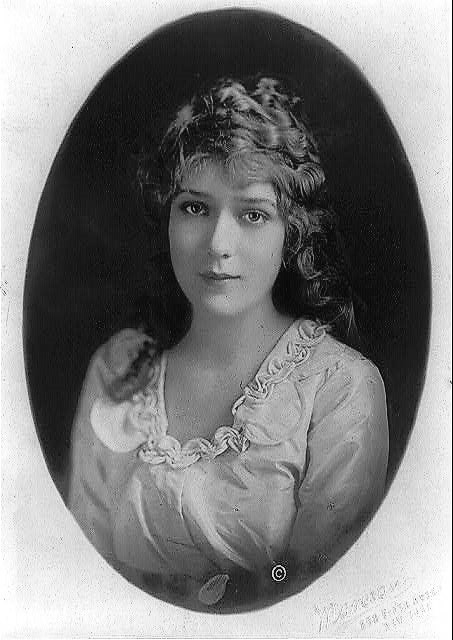
Mary Pickford, 1913

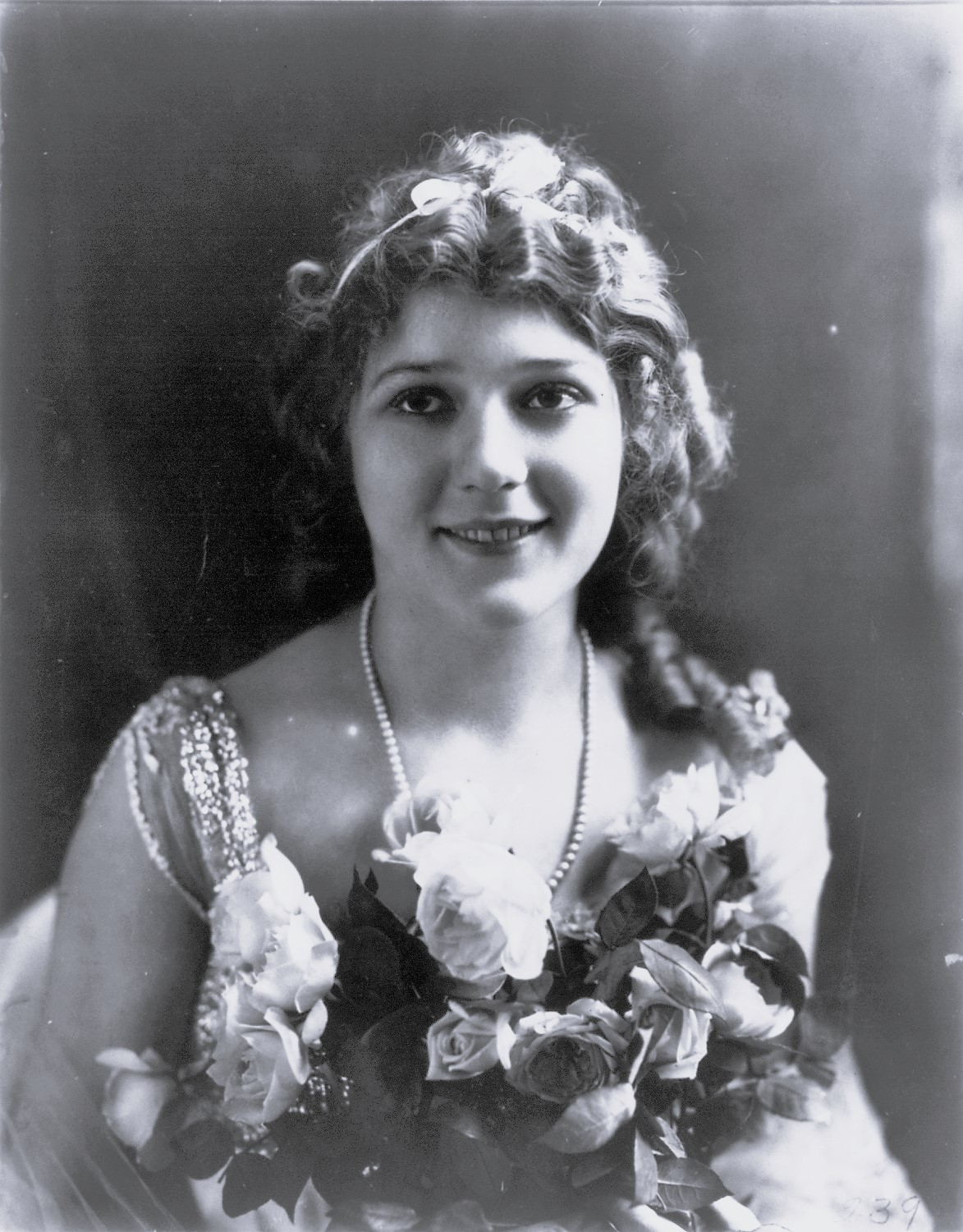
Mary Pickford (1915)

Mary Pickford (* 8. April 1892 in Toronto, Ontario; † 29. Mai 1979 in Santa Monica, Kalifornien, als Gladys Marie Smith) war eine kanadische Schauspielerin und Filmproduzentin der Stummfilm- und frühen Tonfilmzeit. 
Pickford zählte zu den beliebtesten Schauspielerinnen Hollywoods in der Stummfilmära und erhielt ihre Bezeichnung als „America’s Sweetheart“ durch zahlreiche Auftritte in Kinder- und Jugendrollen. Hinter der Kamera übte sie als Produzentin maßgeblichen Einfluss auf ihre Filme aus, war zudem die einzige weibliche Mitbegründerin des unabhängigen Filmvertriebes United Artists und gehörte zu den 36 Gründungsmitgliedern der Academy of Motion Picture Arts and Sciences, die die Oscars vergibt.

## Leben und Werk
Mary Pickford war das älteste von drei Kindern von John Charles Smith, einem Sohn methodistischer britischer Einwanderer, und dessen Frau Elsie Charlotte Printer, die unter den Pseudonymen Charlotte Hennessy und Charlotte Pickford als Schauspielerin tätig war. Mary hatte eine Schwester, Charlotte „Lottie“ Smith (1893–1936), und einen Bruder, John Charles „Jack“ Smith Jr (1896–1933). Als sie fünf Jahre alt war, starb ihr Vater und die Mutter besserte das Einkommen für die Familie etwas auf, indem sie Untermieter aufnahm. Darüber hinaus ließ sie Mary kleinere Rollen im Theater und Vaudeville übernehmen. Unter dem Namen „Baby Gladys“ tourte sie mit verschiedenen Vaudeville-Truppen durch Kanada und die USA.
Um 1907 feierte Pickford bereits Erfolge am Broadway, wo sie mit 14 Jahren in das Büro von Impresario David Belasco stürmte und ihn überredete, ihr eine Rolle in dem Stück The Warrens of Virginia zu geben. 1909 konnte sie D.W. Griffith überzeugen, ihr Rollen in seinen Filmen zu geben. Noch im selben Jahr begann sie ihre Filmkarriere bei der Biograph. Bis 1912 hatte sie bereits in über 140 Filmen, zumeist in One-Reelern, mitgespielt.

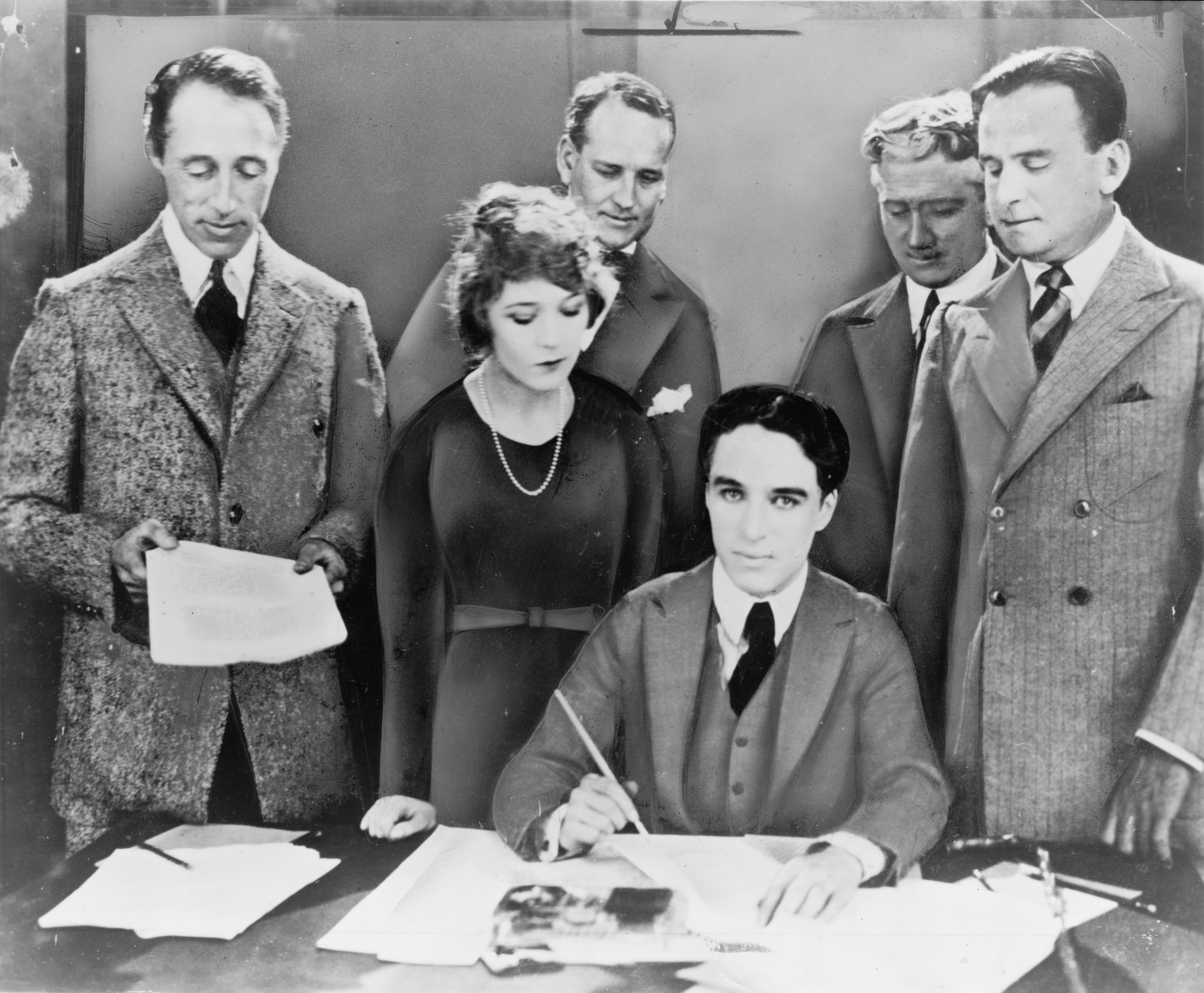
D.W. Griffith, Mary Pickford, Charlie Chaplin und Douglas Fairbanks beim Unterzeichnen des Gründungsvertrags von United Artists (1919)

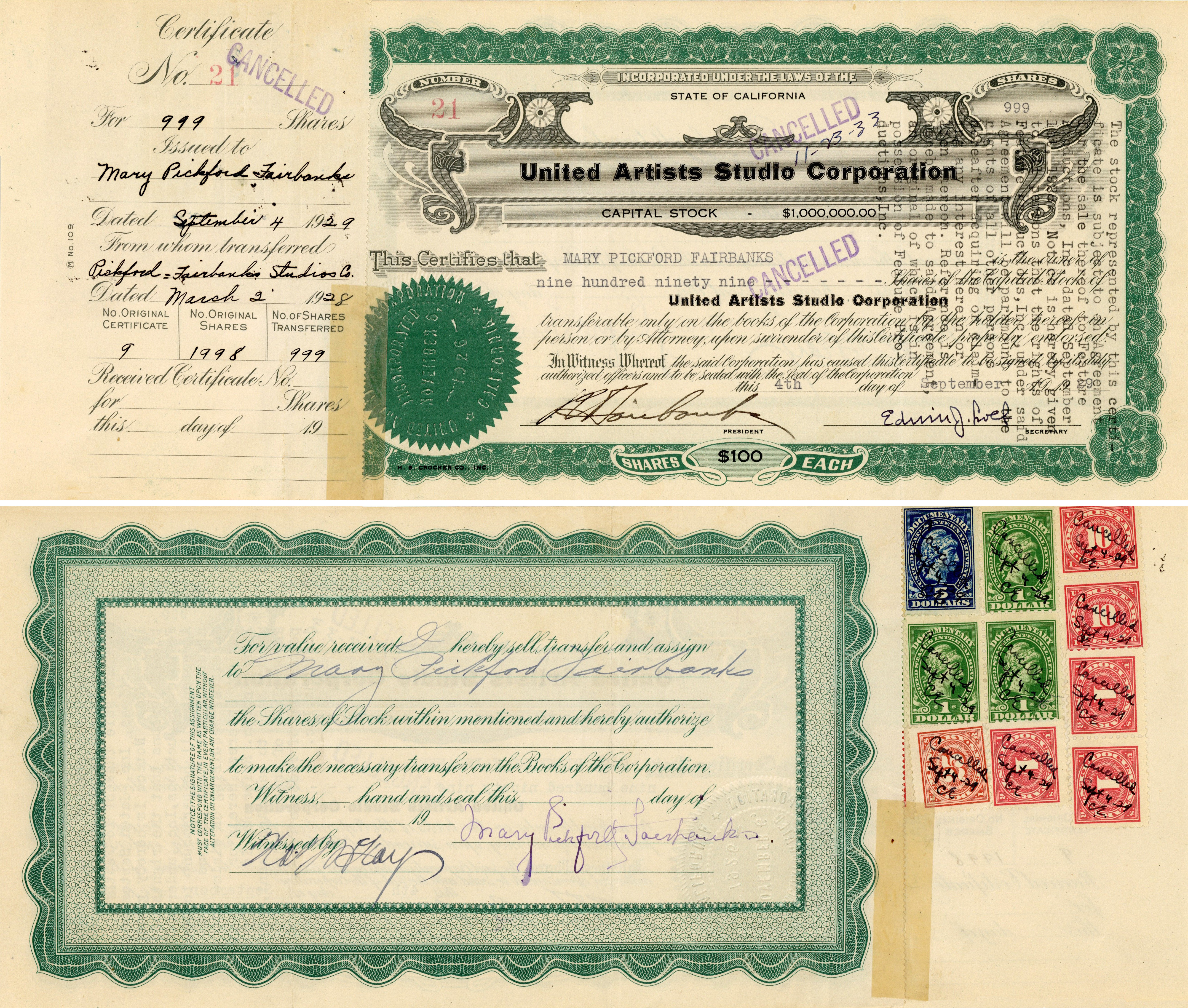
Aktie der United Artists Studio Corporation über 999 Anteile zu je 100 $, ausgestellt am 4. September 1929 auf Mary Pickford Fairbanks und rückseitig im Original von ihr unterschrieben (unteres Bild)

Pickford trug entscheidend zur Entwicklung des Star-Systems bei. Zunächst bekannt als „The Girl with the Curls“, verlangte das Publikum nach immer neuen Filmen mit der populären Darstellerin, die unter dem Namen „Little Mary“ die Kinosäle füllte. Als sie nach einem hektischen Wechsel von Gesellschaft zu Gesellschaft schließlich zur I.M.P. ging, konnte man dort stolz verkünden: „Little Mary is an I.M.P. now“. Während sie bei Biograph noch 40 Dollar pro Woche verdiente, steigerte sie ihre Gage 1910 auf 175 Dollar und durch den Wechsel zu Majestic im Jahr 1911 auf 275 Dollar die Woche. Ein Jahr später zahlte ihr Adolph Zukor für den Wechsel zu seiner Famous Players Company bereits eine wöchentliche Vergütung von 500 Dollar. Nach weiteren Wechseln verdiente sie 1916 wöchentlich 10.000 Dollar plus einen Bonus von 300.000 Dollar.
Durch die Gründung einer eigenen Produktionsgesellschaft war sie zudem prozentual an deren Einspielergebnissen beteiligt. Schon im Jahr darauf ging Pickford für eine Gage von 350.000 Dollar pro Film zur neugegründeten Gesellschaft First National. Sie erhielt völlige Gestaltungsfreiheit für ihre Filme, vom Drehbuch bis zum Final Cut. 1919 gründete sie mit Charlie Chaplin, D.W. Griffith und ihrem späteren Ehemann Douglas Fairbanks senior die Filmgesellschaft United Artists.

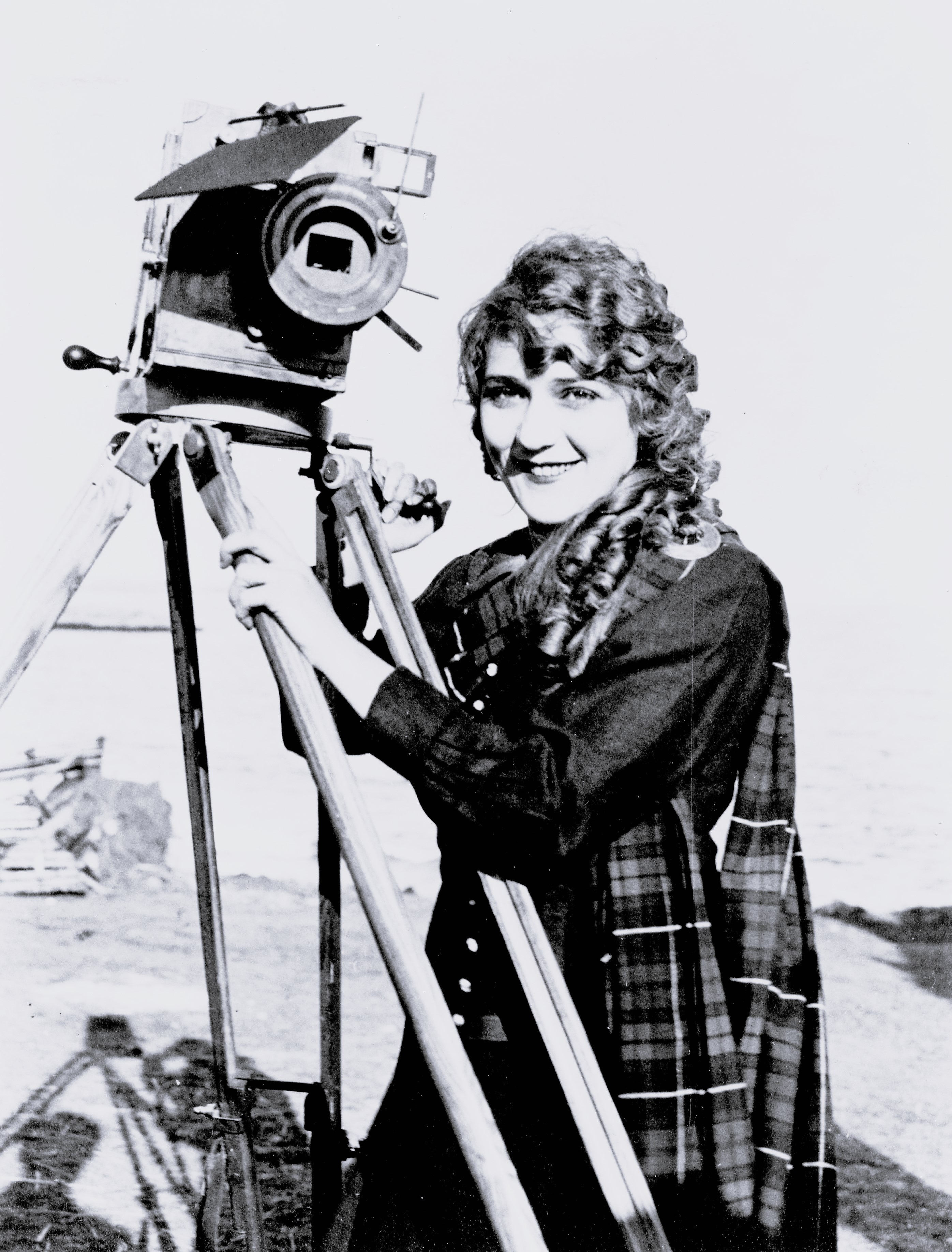
Mary Pickford um 1916

Pickford überwachte bei ihren Filmen jedes Detail und arbeitete nur mit den besten Fachleuten zusammen. Die Kameraleute Charles Rosher und Karl Freund waren an vielen ihrer späteren Erfolge beteiligt. Sie arbeitete auch oft mit dem Regisseur Marshall Neilan und der Drehbuchautorin Frances Marion zusammen. Für die Produktion von Der kleine Lord, bei dem sie 1921 sowohl den kleinen Lord als auch dessen Mutter spielte, setzte sie mit einer Szene, in der die Schauspielerin als kleiner Lord die Mutter und damit sich selbst umarmt, Maßstäbe. Gemeinsam mit Charles Rosher arbeitete sie über 16 Stunden an der Einstellung, die im fertigen Film nur einige Sekunden dauerte. In dem Film Stella Maris übernahm sie ebenfalls sowohl die Rolle der Stella als auch die des hässlichen Waisenmädchens Unity, und die fertigen Szenen, die Mary sozusagen mit sich selbst im Dialog zeigen, waren für die damalige Zeit revolutionär.
Pickford war schon früh unzufrieden damit, auf die Darstellung kleiner Mädchen festgelegt zu sein. Sie versuchte 1922 einen radikalen Imagewechsel, als sie Ernst Lubitsch engagierte, bei der Verfilmung von Faust Regie zu führen. Pickfords Mutter riet dringend davon ab, eine Kindsmörderin zu spielen, und Pickford ließ sich umstimmen. Später bedauerte sie diese Entscheidung sehr und machte sich Vorwürfe, dem Rat gefolgt zu sein. Mit Lubitsch kam die sehr autokratische Pickford nicht gut aus. Als beide sich nicht auf das Kostümdrama Dorothy Veron of Haddon Hall einigen konnten, schlug Lubitsch einen populären Roman der Zeit vor, der unter dem Namen Rosita schließlich in den Verleih kam. Pickford war von der Zusammenarbeit nicht angetan, obwohl sich die meisten Kritiker wohlwollend zeigten. Sie kehrte nach einem zweiten missglückten Ausflug ins Erwachsenenfach für die nächsten Jahre zu ihrem bewährten Image zurück, und das Publikum fand dem Anschein nach wenig dabei, wenn eine über 30-jährige Frau zwölfjährige Mädchen spielte.
Der Film Sparrows von 1926, der Pickford gemeinsam mit anderen Waisen auf der Flucht aus einer „Babyfarm“ in den Sümpfen von Florida zeigt, erregte Aufsehen durch Szenen, in denen die Kinder auf einem Baumstamm einen Sumpf voller Alligatoren durchquerten. Dafür wurden die Sequenzen mit den Reptilien zuerst gedreht und später in die Szenen mit Mary und den Kindern hineinmontiert. Lubitsch nannte den Film begeistert „das achte Weltwunder“.
Mit der Komödie Meine beste Freundin aus dem Jahr 1927 versuchte Pickford endgültig, ihr Image als „America’s Sweetheart“ zu verlassen und Rollen zu übernehmen, die ihrem Alter eher entsprachen. Sie schnitt unter großem publizistischen Aufwand ihre Locken ab und ließ sich einen damals modernen Flapper-Haarschnitt, einen Bubikopf, verpassen. Das Publikum nahm den Wechsel halbherzig an. Auf der Oscarverleihung 1930 (April) wurde Mary Pickford als beste Hauptdarstellerin für ihre Leistung in Coquette ausgezeichnet, mit dem sie ihr Tonfilmdebüt gab. Nach der wenig erfolgreichen Komödie Kiki, die aus Pickford einen französischen Vamp zu machen versuchte, hatte die Schauspielerin auch kein Glück bei dem Versuch von Walt Disney, 1933 mit Mary eine Version von Alice im Wunderland zu drehen.
Ihr letzter Film als Schauspielerin wurde schließlich Secrets, der 1933 unter der Regie von Frank Borzage entstand. Danach war sie bis Ende der 1940er Jahre nur noch als Produzentin tätig. Die Schauspielerinnen Janet Gaynor und Shirley Temple spielten danach in etlichen Remakes von Pickford-Filmen. In den folgenden Jahren fehlte es nicht an Versuchen, Pickford zu einem Comeback zu verhelfen. Zu den bekannteren Projekten gehörten Angebote für Unser Leben mit Vater und die Rolle der Norma Desmond in Sunset Boulevard. 1937 gründete sie die Mary Pickford Cosmetic Company. Ihre letzten Anteile an United Artists verkaufte sie 1953. Ihre Memoiren Sunshine and Shadow erschienen 1955. Während der Oscarverleihung 1976 wurde ihr der Ehrenoscar für das Lebenswerk verliehen; ein Fernsehteam übertrug Pickfords Dankesrede direkt aus ihrem Wohnzimmer auf Pickfair.
Die Schauspielerin überließ die Negative zu den meisten ihrer Stummfilme 1970 dem American Film Institute.

## Privates

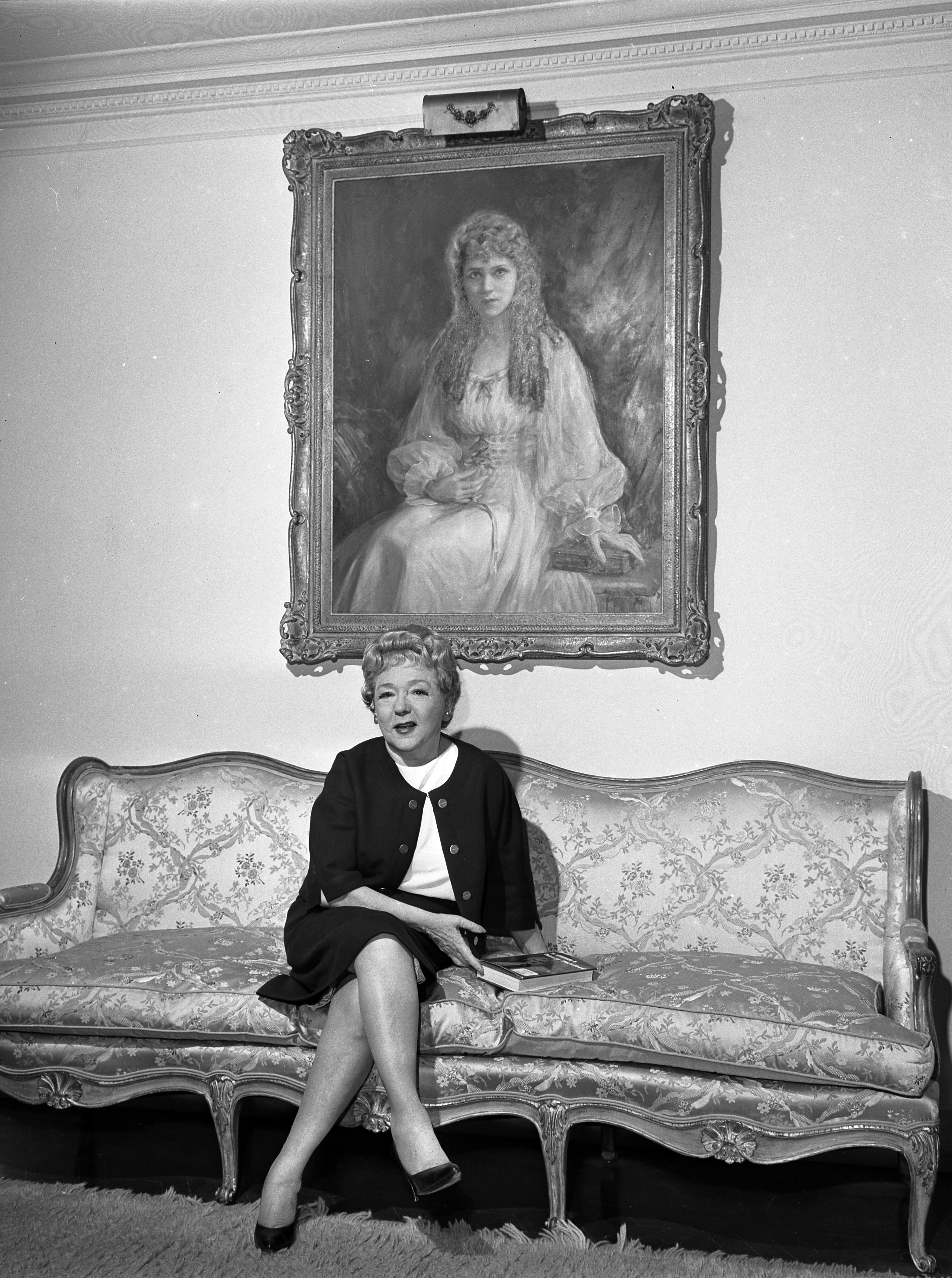
Pickford mit einem Porträt von ihr in Pickfair (1963)

Mary Pickford war dreimal verheiratet: von 1911 bis 1920 mit Owen Moore, von 1920 bis 1936 mit Douglas Fairbanks senior und von 1937 bis zu ihrem Tod im Jahr 1979 mit Charles „Buddy“ Rogers. Alle Ehemänner waren Schauspieler. Gemeinsam bauten sie und Fairbanks das großzügige Anwesen Pickfair, auf dem Pickford bis zu ihrem Tod lebte. Während ihrer Ehe mit Fairbanks senior war Pickford die Stiefmutter von Douglas Fairbanks junior und damit zeitweilig die Schwiegermutter von Joan Crawford. Pickford adoptierte mit ihrem dritten Mann 1943 einen Jungen, Ronald, und 1944 ein Mädchen, Roxanne.
Nachdem sie sich zunehmend aus der Öffentlichkeit zurückgezogen hatte, starb Mary Pickford am 29. Mai 1979 im Alter von 87 Jahren an einer Hirnblutung. Sie wurde in den „Gardens of Memory“ im Forest Lawn Memorial Park in Glendale, Kalifornien, begraben. Neben ihr liegen ihre Mutter Charlotte und ihre Geschwister Lottie und Jack begraben. 
Nach ihrem Tod verkaufte ihr letzter Ehemann Charles Rogers das Anwesen, das über Umwege 1988 zur Sängerin Pia Zadora und ihrem Ehemann gelangte. Diese ließen das Haus kurz darauf abreißen, wofür sie in der Öffentlichkeit heftig kritisiert wurden. 
2007 veröffentlichte Katie Melua das Lied Mary Pickford, in dem auch Douglas Fairbanks und Charlie Chaplin erwähnt werden.

## Filmografie (Auswahl)
- 1909: Mrs. Jones Entertains
- 1909: The Lonely Villa
- 1909: The Sealed Room
- 1909: The Gibson Goddess

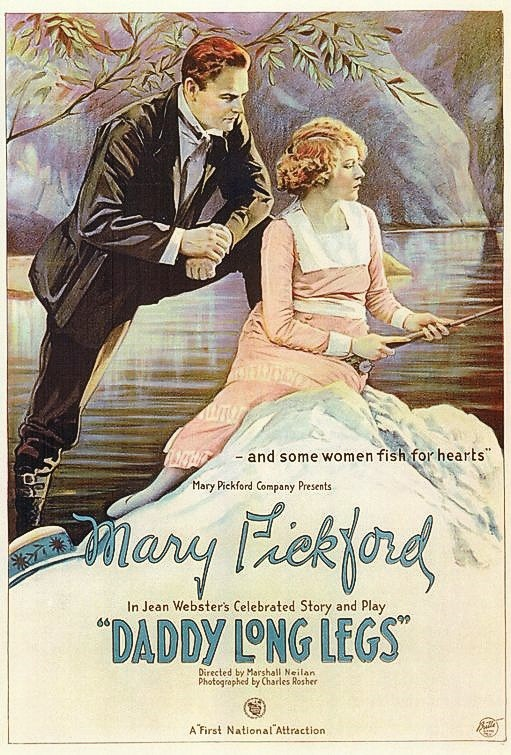
Daddy Long Legs im Mai 1919 im Verleih der „Mary Pickford Company“

- 1909: Lines of White on a Sullen Sea
- 1910: The Unchanging Sea
- 1910: Wilful Peggy
- 1912: The New York Hat
- 1912: The Female of the Species
- 1914: Cinderella
- 1914: Tess of the Storm Country
- 1917: Backfischstreiche (Rebecca of Sunnybrook Farm)
- 1917: A Romance of the Redwoods
- 1917: The Little American
- 1917: The Poor Little Rich Girl
- 1917: The Little Princess
- 1918: Stella Maris
- 1918: Mary, die Perle des Westens (M'liss)
- 1918: Köchin für alles (How Could You, Jean?)
- 1918: Der geheimnisvolle Schatz (Captain Kidd jr.)
- 1919: Mein lieber süßer Onkel Langbein (Daddy-Long-Legs)
- 1919: Amarilly of Clothes-Line Alley
- 1919: Bergherzen (Heart o' the Hills)
- 1920: Sonne im Herzen (Pollyanna)
- 1920: Der Roman einer kleinen Wäscherin (Suds)
- 1921: Die Leuchtturmwärterin (The Love Light)
- 1921: Die kleine Mutter (Through the Back Door)
- 1921: Der kleine Lord (Little Lord Fauntleroy)
- 1922: Tess of the Storm Country
- 1923: Rosita
- 1924: Der Ritt ums Leben (Dorothy Vernon of Haddon Hall)
- 1925: Die kleine Annemarie (Little Annie Rooney)
- 1926: Sperlinge Gottes (Sparrows)
- 1927: Meine beste Freundin (My Best Girl) (auch Produktion)
- 1927: Douglas Fairbanks, der Gaucho (The Goucho) (Gastauftritt)
- 1929: Der Widerspenstigen Zähmung (The Taming of the Shrew)
- 1929: Coquette
- 1930: Forever Yours
- 1931: Kiki
- 1933: Secrets